# Two Temple Place

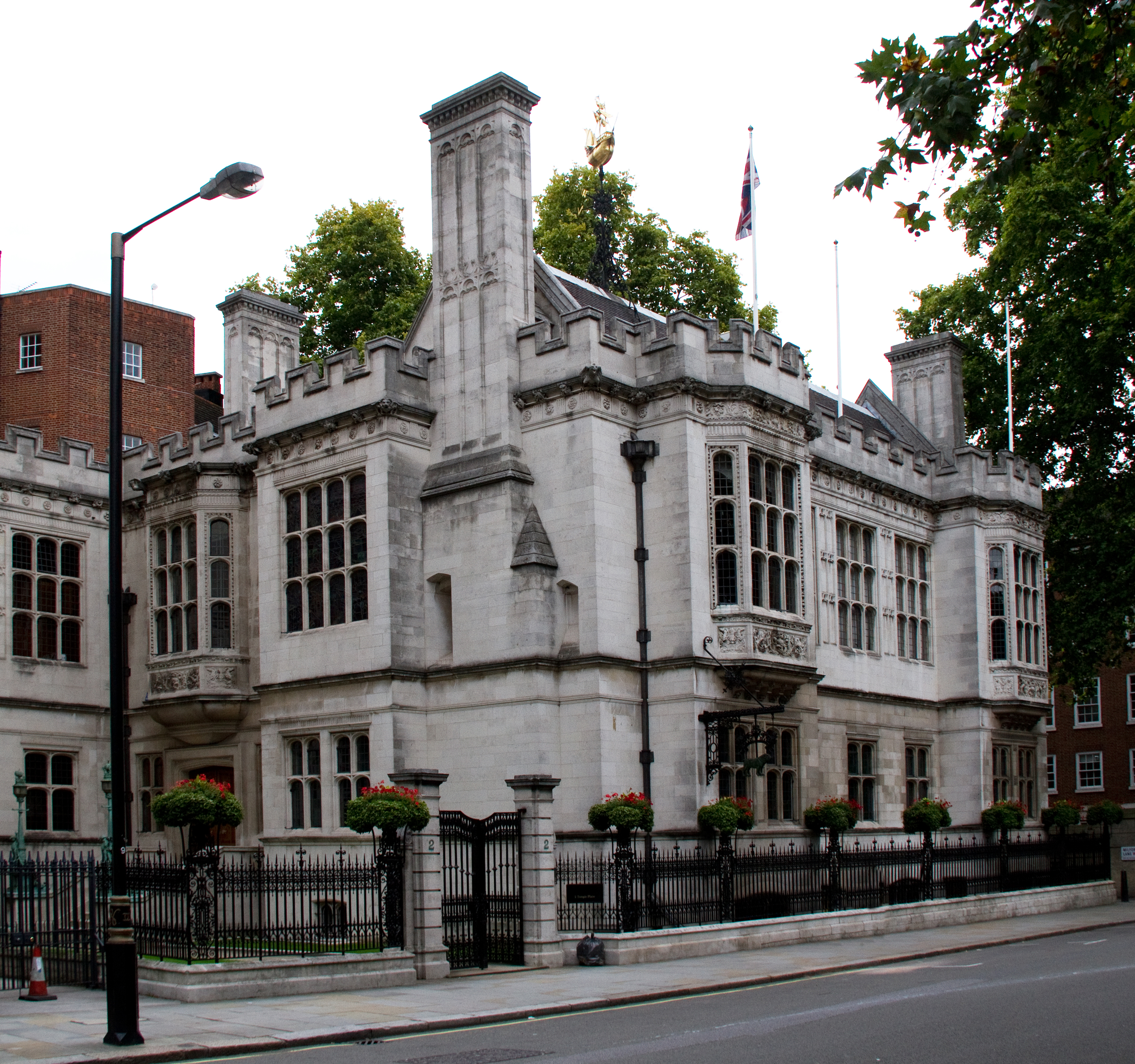
2 Temple Place befindet sich neben dem Victoria Embankment in der Nähe des Somerset House in London. Bekannt als das „Astor House“.

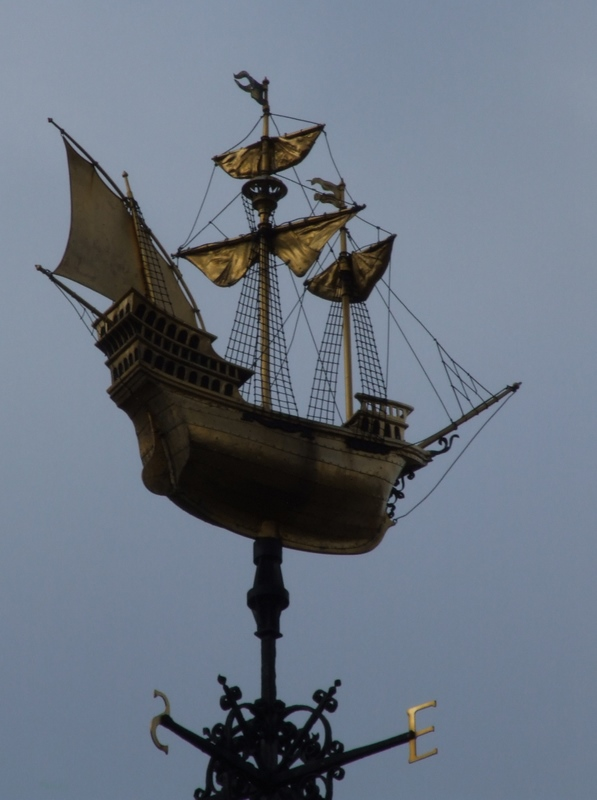
Wetterfahne von J. Starkie Gardner in Form des Schiffes von Kolumbus

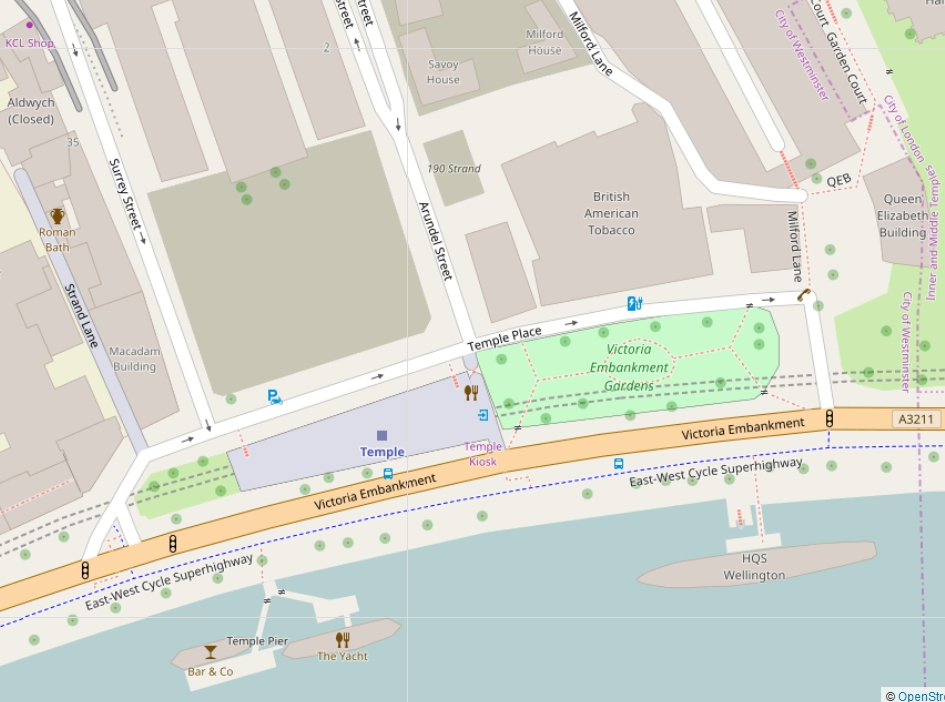
Der Temple Place in der Nachbarschaft

Two Temple Place (2 Temple Place; englisch) ist ein 1892 bis 1895 im späten viktorianischen Stil erbautes Herrenhaus im Zentrum Londons. Nach seinem Bauherrn William Waldorf Astor (1848–1919) ist es auch als Astor House oder Astor Estate Office bekannt. Es befindet sich nahe dem Victoria Embankment und verfügt über bedeutenden äußeren und inneren Schmuck.

## Geschichte
Das Gebäude wurde von John Loughborough Pearson, einem der führenden neugotischen Architekten des ausgehenden 19. Jahrhunderts, als Astors Maklerbüro entworfen. Astor war im Jahr 1891 als einer der reichsten Männer der Vereinigten Staaten nach England ausgewandert; ein Jahr später wurde mit der Arbeit an seinem Bürohaus begonnen. Neben dem außergewöhnlich opulenten Interieur, das im Jahr 1895 fertiggestellt wurde, befanden sich im Two Temple Place der größte Tresorraum Europas sowie zwei weitere riesige Tresore.

## Nutzung
Das Haus ist bekannt für seine Architektur und seine Innenausstattung; darunter befinden sich Kunstwerke von William Silver Frith, George Frampton RA, Nathaniel Hitch und Thomas Nicholls. Am 28. Oktober 2011 wurde Two Temple Place als öffentliche Galerie eröffnet. Es ist ein Londoner Veranstaltungsort für öffentliche Kunstausstellungen, ist aber nur während der Ausstellungen für die Öffentlichkeit zugänglich. Im Gebäude befindet sich ein von Januar bis April jeden Jahres geöffneter Exhibition Shop.
Der Two Temple Place gehört einer eingetragenen Wohltätigkeitsorganisation (The Bulldog Trust) und fungiert als deren Hauptsitz. Das Gebäude ermöglicht nicht nur die gemeinnützigen Aktivitäten des Trusts, sondern auch die finanzielle Unterstützung des Trusts durch Einnahmen privater Anmietungen.
Two Temple Place ist außer während der Ausstellungszeiten für die Öffentlichkeit geschlossen. Zugang außerhalb dieser Zeit kann durch Führungen des Gebäudes erlangt werden, die jedoch ausschließlich für die Freunde des Hauses veranstaltet werden.
In dem Anwesen befindet sich auch die Londoner Adresse des Institute for Statecraft.

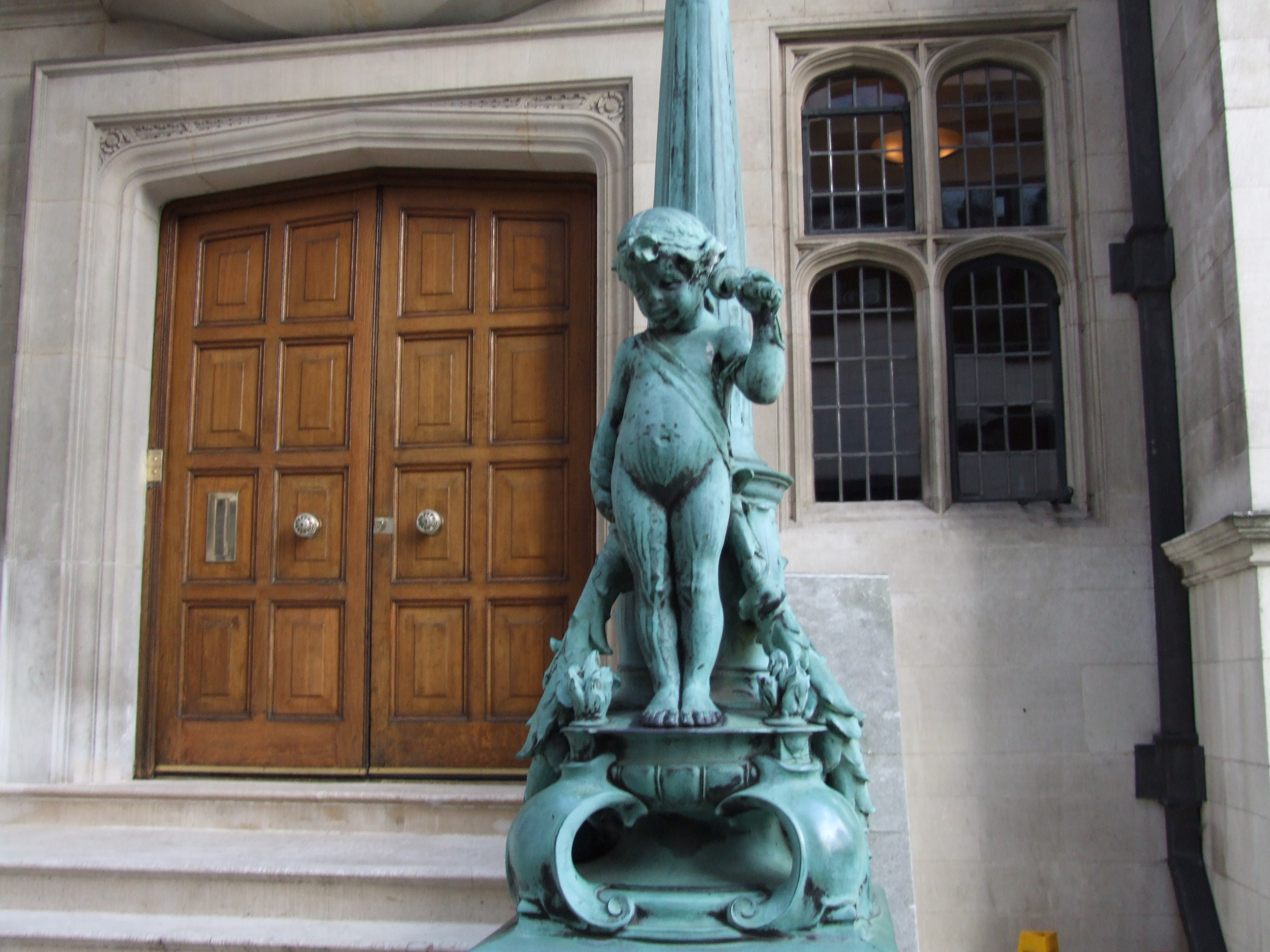
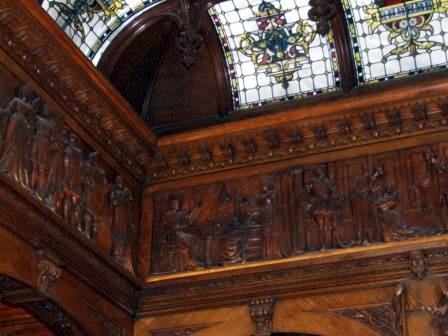
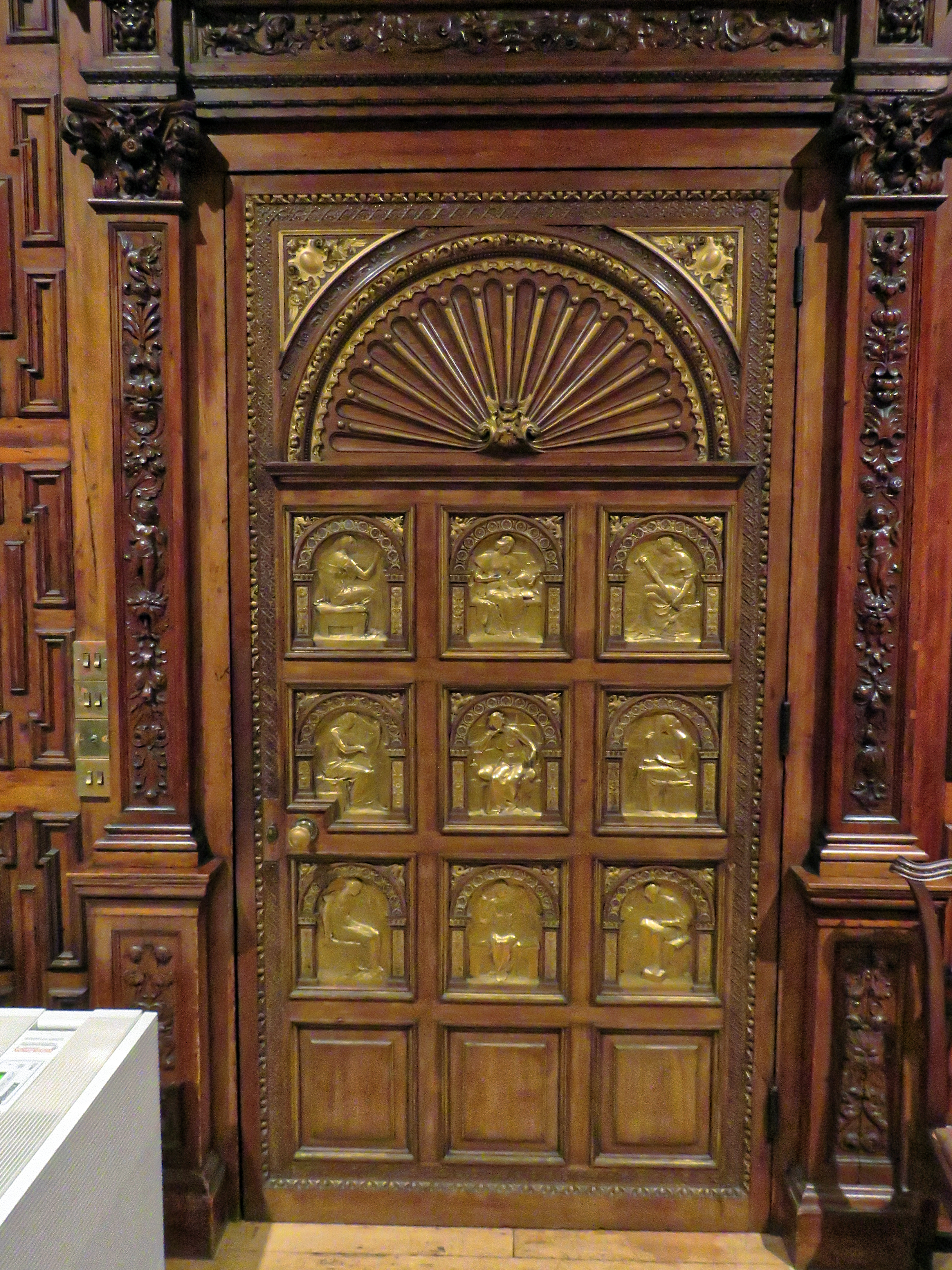
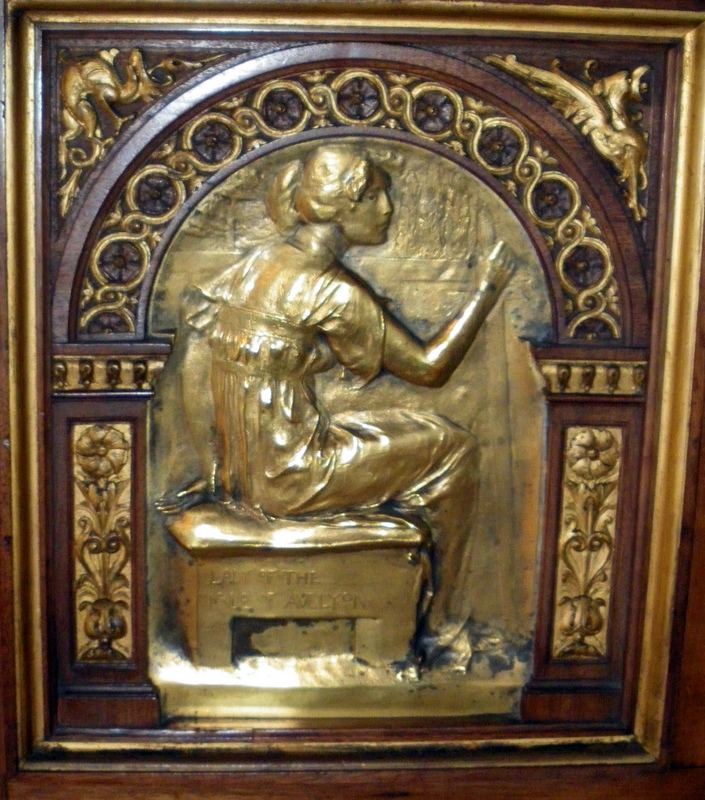
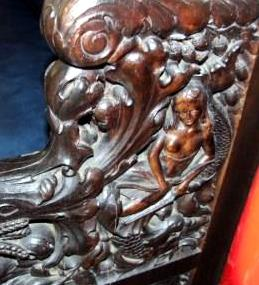
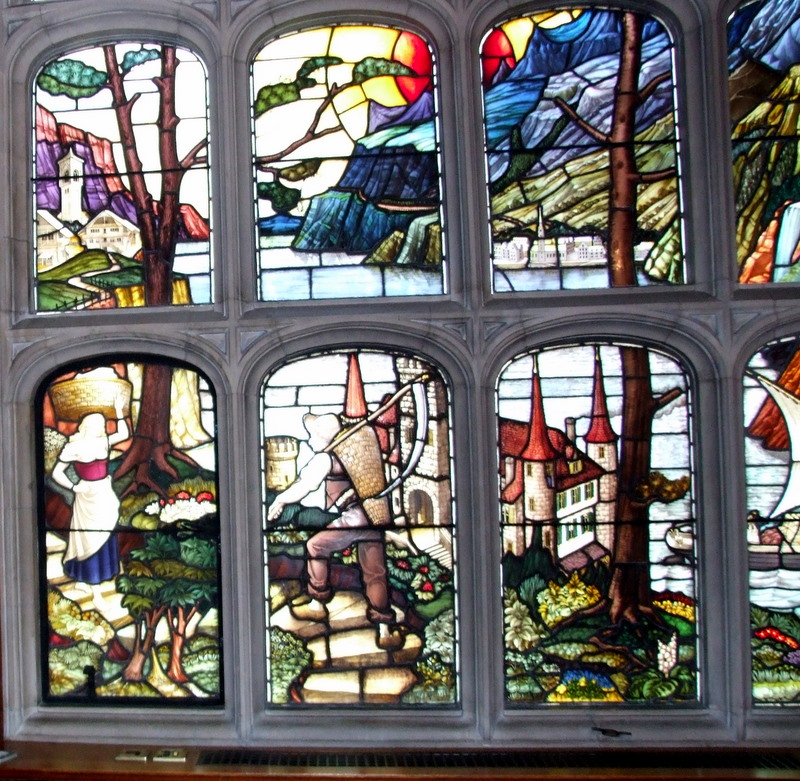
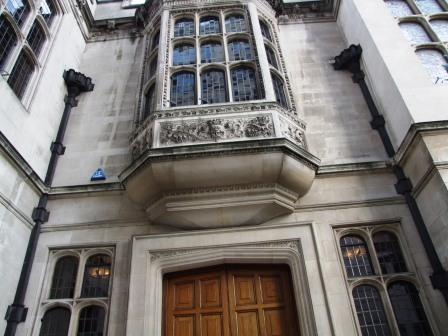
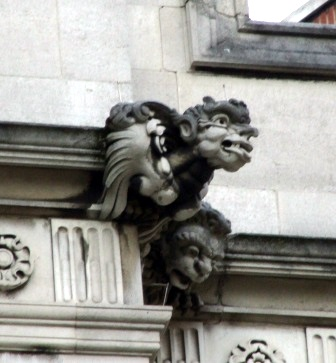